# Junkers Ju 86
Le Junkers Ju 86 est un monoplan bimoteur à aile basse utilisé notamment par la Lufthansa et l'armée de l'air allemande dans les années 1930-1940. Environ 900 exemplaires de l'appareil seront livrés entre 1936 et 1942, toutes versions civiles et militaires confondues.

## Développement
Le Ju 86 a été développé en 1933-1934 pour répondre à la fois à une commande de la Luftwaffe et à la demande de la Lufthansa qui souhaitait disposer d'un bimoteur pour le transport de passagers. Le premier vol d'essai du prototype Ju 86V-1, équipé de moteurs Siemens SAM 22B a lieu le 4 novembre 1934.

## Version militaire
La première série militaire est le bombardier Ju 86 A-1, livré au printemps 1936. Une version modifiée (Ju 86 D-1) pour tenter d'améliorer la stabilité de l'appareil est utilisée par la Légion Condor durant la Guerre civile espagnole. Le Ju 86 apparaît cependant inférieur au Heinkel He 111 et sera désormais utilisé essentiellement comme avion de reconnaissance ou comme bombardier de très haute altitude. Différentes variantes atteignent des altitudes de plus en plus hautes jusqu'au Ju 86 R-1 qui peut voler à 15 000 m d'altitude. Il participa aux vols de reconnaissance à haute altitude au-dessus du territoire soviétique qui préludèrent à l'attaque allemande du 22 juin 1941.
Pour le contrer à haute altitude, les Britanniques développent entre autres le Westland Welkin.

## Version civile
Les premiers exemplaires de la version civile du Ju 86 sont livrés en 1936 à la Lufthansa. En tout la compagnie exploitera douze appareils des séries Ju 86 B-1 (six exemplaires livrés en 1936) et Ju 86 C-1 (six exemplaires livrés en 1937) comme long-courriers avec dix passagers et trois membres d'équipage. D'autres Ju 86 ont été utilisés notamment par Swissair, par les lignes aériennes de la Mandchourie occupée par le Japon, en Afrique du Sud et au Chili.

## Export
En plus des quelques dizaines de machines civiles, plusieurs séries de Ju 86 ont été fabriquées sous licence pour un usage militaire. Des Ju 86 ont notamment été livrés en Royaume de Hongrie, en Suède, en Bolivie, au Chili, au Portugal (10 Ju-86K-7 achetés en 1938) et en Autriche (les Ju 86 autrichiens seront intégrés à la Luftwaffe à la suite de l'Anschluss).